# Silver Slugger Award

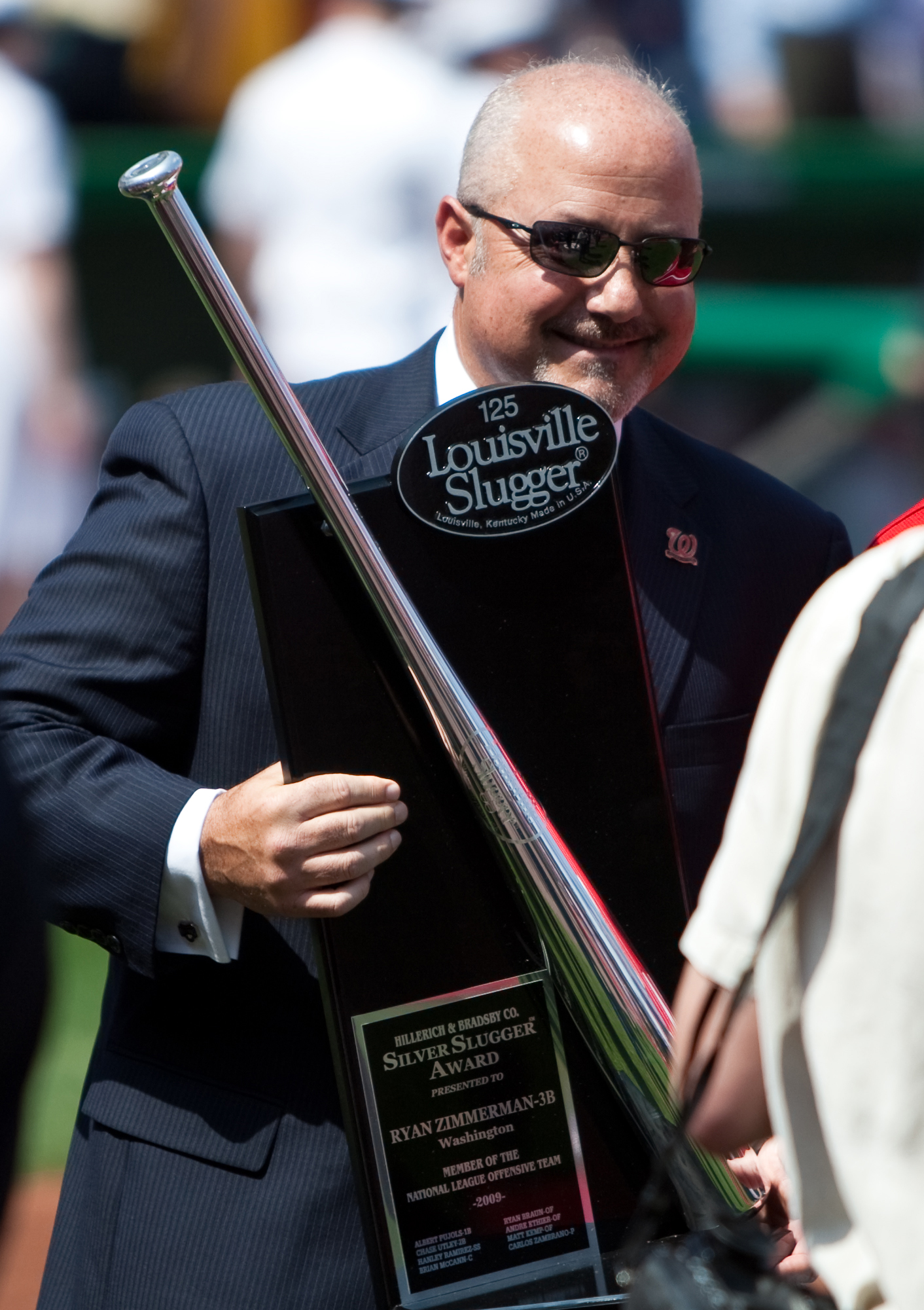
Menadżer generalny Washington Nationals Mike Rizzo wręcza nagrodę Silver Slugger trzeciobazowemu Ryanowi Zimmermanowi.

Silver Slugger Award – nagroda nadawana corocznie w Major League Baseball dla najlepszego ofensywnego zawodnika na każdej pozycji, oddzielnie w American League i National League. Baseballiści wybierani są przez menadżerów i trenerów klubów MLB, jednak nie mogą głosować na zawodników z tych samych klubów. Statystyki brane pod uwagę przy wyborze to przede wszystkim średnia uderzeń, slugging percentage oraz on-base percentage. Po raz pierwszy ufundowana w 1980 roku przez firmę Hillerich & Bradsby, producenta oficjalnych kijów baseballowych MLB o nazwie Louisville Slugger.
Każdego roku wybieranych jest 18 zawodników z każdej pozycji, przy czym w National League wyróżnia się miotacza, zaś w American League designated hittera, który zastępuje miotacza na liście pałkarzy.

## Nagrodzeni w American League
| Rok  | 1B              | 2B               | 3B               | SS                | OF                 | OF                  | OF               | C                                | DH                  |
| ---- | --------------- | ---------------- | ---------------- | ----------------- | ------------------ | ------------------- | ---------------- | -------------------------------- | ------------------- |
| 1980 | Cecil Cooper    | Willie Randolph  | George Brett #   | Robin Yount #     | Ben Oglivie        | Al Oliver           | Willie Wilson    | Lance Parrish                    | Reggie Jackson #    |
| 1981 | Cecil Cooper    | Bobby Grich      | Carney Lansford  | Rick Burleson     | Rickey Henderson # | Dave Winfield #     | Dwight Evans     | Carlton Fisk #                   | Al Oliver           |
| 1982 | Cecil Cooper    | Dámaso García    | Doug DeCinces    | Robin Yount #     | Reggie Jackson #   | Dave Winfield #     | Willie Wilson    | Lance Parrish                    | Hal McRae           |
| 1983 | Eddie Murray #  | Lou Whitaker     | Wade Boggs * #   | Cal Ripken Jr. #  | Jim Rice #         | Dave Winfield #     | Lloyd Moseby     | Lance Parrish                    | Don Baylor          |
| 1984 | Eddie Murray #  | Lou Whitaker     | Buddy Bell       | Cal Ripken Jr. #  | Jim Rice #         | Dave Winfield #     | Tony Armas       | Lance Parrish                    | Andre Thornton      |
| 1985 | Don Mattingly   | Lou Whitaker     | George Brett #   | Cal Ripken Jr. #  | Rickey Henderson # | Dave Winfield #     | George Bell      | Carlton Fisk #                   | Don Baylor          |
| 1986 | Don Mattingly   | Frank White      | Wade Boggs * #   | Cal Ripken Jr. #  | Jesse Barfield     | Kirby Puckett #     | George Bell      | Lance Parrish                    | Don Baylor          |
| 1987 | Don Mattingly   | Lou Whitaker     | Wade Boggs * #   | Alan Trammell     | Dwight Evans       | Kirby Puckett #     | George Bell      | Matt Nokes                       | Paul Molitor #      |
| 1988 | George Brett #  | Julio Franco     | Wade Boggs * #   | Alan Trammell     | Mike Greenwell     | Kirby Puckett #     | Jose Canseco     | Carlton Fisk #                   | Paul Molitor #      |
| 1989 | Fred McGriff    | Julio Franco     | Wade Boggs * #   | Cal Ripken Jr. #  | Rubén Sierra       | Kirby Puckett #     | Robin Yount #    | Mickey Tettleton                 | Harold Baines       |
| 1990 | Cecil Fielder   | Julio Franco     | Kelly Gruber     | Alan Trammell     | Rickey Henderson # | Ellis Burks         | Jose Canseco     | Lance Parrish                    | Dave Parker         |
| 1991 | Cecil Fielder   | Julio Franco     | Wade Boggs * #   | Cal Ripken Jr. #  | Joe Carter         | Ken Griffey Jr. #   | Jose Canseco     | Mickey Tettleton                 | Frank Thomas #      |
| 1992 | Mark McGwire    | Roberto Alomar # | Edgar Martínez # | Travis Fryman     | Joe Carter         | Kirby Puckett #     | Juan González    | Mickey Tettleton                 | Dave Winfield #     |
| 1993 | Frank Thomas #  | Carlos Baerga    | Wade Boggs * #   | Cal Ripken Jr. #  | Albert Belle       | Ken Griffey Jr. #   | Juan González    | Mike Stanley                     | Paul Molitor #      |
| 1994 | Frank Thomas #  | Carlos Baerga    | Wade Boggs * #   | Cal Ripken Jr. #  | Albert Belle       | Ken Griffey Jr. #   | Kirby Puckett #  | Iván Rodríguez #                 | Julio Franco        |
| 1995 | Mo Vaughn       | Chuck Knoblauch  | Gary Gaetti      | John Valentin     | Albert Belle       | Tim Salmon          | Manny Ramírez *  | Iván Rodríguez #                 | Edgar Martínez #    |
| 1996 | Mark McGwire    | Roberto Alomar # | Jim Thome #      | Alex Rodriguez    | Albert Belle       | Ken Griffey Jr. #   | Juan González    | Iván Rodríguez #                 | Paul Molitor #      |
| 1997 | Tino Martinez   | Chuck Knoblauch  | Matt Williams    | Nomar Garciaparra | David Justice      | Ken Griffey Jr. #   | Juan González    | Iván Rodríguez #                 | Edgar Martínez #    |
| 1998 | Rafael Palmeiro | Damion Easley    | Dean Palmer      | Alex Rodriguez    | Albert Belle       | Ken Griffey Jr. #   | Juan González    | Iván Rodríguez #                 | Jose Canseco        |
| 1999 | Carlos Delgado  | Roberto Alomar # | Dean Palmer      | Alex Rodriguez    | Shawn Green        | Ken Griffey Jr. #   | Manny Ramírez *  | Iván Rodríguez #                 | Rafael Palmeiro     |
| 2000 | Carlos Delgado  | Roberto Alomar # | Troy Glaus       | Alex Rodriguez    | Darin Erstad       | Magglio Ordóñez     | Manny Ramírez *  | Jorge Posada                     | Frank Thomas #      |
| 2001 | Jason Giambi    | Bret Boone       | Troy Glaus       | Alex Rodriguez    | Ichiro Suzuki      | Juan González       | Manny Ramírez *  | Jorge Posada                     | Edgar Martínez #    |
| 2002 | Jason Giambi    | Alfonso Soriano  | Eric Chavez      | Alex Rodriguez    | Garret Anderson    | Magglio Ordóñez     | Bernie Williams  | Jorge Posada                     | Manny Ramírez       |
| 2003 | Carlos Delgado  | Bret Boone       | Bill Mueller     | Alex Rodriguez    | Garret Anderson    | Vernon Wells        | Manny Ramírez *  | Jorge Posada                     | Edgar Martínez #    |
| 2004 | Mark Teixeira   | Alfonso Soriano  | Melvin Mora      | Miguel Tejada     | Gary Sheffield     | Vladimir Guerrero # | Manny Ramírez *  | Víctor Martínez Iván Rodríguez # | David Ortiz *       |
| 2005 | Mark Teixeira   | Alfonso Soriano  | Alex Rodriguez   | Miguel Tejada     | Gary Sheffield     | Vladimir Guerrero # | Manny Ramírez *  | Jason Varitek                    | David Ortiz *       |
| 2006 | Justin Morneau  | Robinson Canó    | Joe Crede        | Derek Jeter       | Jermaine Dye       | Vladimir Guerrero # | Manny Ramírez *  | Joe Mauer                        | David Ortiz *       |
| 2007 | Carlos Peña     | Plácido Polanco  | Alex Rodriguez   | Derek Jeter       | Magglio Ordóñez    | Vladimir Guerrero # | Ichiro Suzuki    | Jorge Posada                     | David Ortiz *       |
| 2008 | Justin Morneau  | Dustin Pedroia   | Alex Rodriguez   | Derek Jeter       | Josh Hamilton      | Carlos Quentin      | Grady Sizemore   | Joe Mauer                        | Aubrey Huff         |
| 2009 | Mark Teixeira   | Aaron Hill       | Evan Longoria    | Derek Jeter       | Jason Bay          | Torii Hunter        | Ichiro Suzuki    | Joe Mauer                        | Adam Lind           |
| 2010 | Miguel Cabrera  | Robinson Canó    | Adrián Beltré    | Alexei Ramírez    | Josh Hamilton      | Carl Crawford       | José Bautista    | Joe Mauer                        | Vladimir Guerrero # |
| 2011 | Adrian Gonzalez | Robinson Canó    | Adrián Beltré    | Asdrúbal Cabrera  | Jacoby Ellsbury    | Curtis Granderson   | José Bautista    | Alex Avila                       | David Ortiz *       |
| 2012 | Prince Fielder  | Robinson Canó    | Adrián Beltré    | Derek Jeter       | Mike Trout         | Josh Willingham     | Josh Hamilton    | A.J. Pierzynski                  | Billy Butler        |
| 2013 | Chris Davis     | Robinson Canó    | Miguel Cabrera   | J.J. Hardy        | Torii Hunter       | Mike Trout          | Adam Jones       | Joe Mauer                        | David Ortiz *       |
| 2014 | José Abreu      | José Altuve      | Adrián Beltré    | Alexei Ramírez    | José Bautista      | Mike Trout          | Michael Brantley | Yan Gomes                        | Víctor Martínez     |
| 2015 | Miguel Cabrera  | José Altuve      | Josh Donaldson   | Xander Bogaerts   | Nelson Cruz        | Mike Trout          | J.D. Martinez    | Brian McCann                     | Kendrys Morales     |
| 2016 | Miguel Cabrera  | José Altuve      | Josh Donaldson   | Xander Bogaerts   | Mookie Betts       | Mike Trout          | Mark Trumbo      | Salvador Pérez                   | David Ortiz *       |
| 2017 | Eric Hosmer     | José Altuve      | José Ramírez     | Francisco Lindor  | Aaron Judge        | Justin Upton        | George Springer  | Gary Sánchez                     | Nelson Cruz         |
| 2018 | José Abreu      | José Altuve      | José Ramírez     | Francisco Lindor  | Mookie Betts       | Mike Trout          | J.D. Martinez    | Salvador Pérez                   | J.D. Martinez       |
| 2019 | Carlos Santana  | DJ LeMahieu      | Alex Bregman     | Xander Bogaerts   | Mookie Betts       | Mike Trout          | George Springer  | Mitch Garver                     | Nelson Cruz         |

## Nagrodzeni w National League
| Rok  | 1B                  | 2B                | 3B               | SS               | OF                | OF                  | OF                | C               | P                   |
| ---- | ------------------- | ----------------- | ---------------- | ---------------- | ----------------- | ------------------- | ----------------- | --------------- | ------------------- |
| 1980 | Keith Hernandez     | Manny Trillo      | Mike Schmidt * # | Garry Templeton  | Dusty Baker       | Andre Dawson        | George Hendrick   | Ted Simmons     | Bob Forsch          |
| 1981 | Pete Rose           | Manny Trillo      | Mike Schmidt * # | Dave Concepción  | Dusty Baker       | Andre Dawson        | George Foster     | Gary Carter #   | Fernando Valenzuela |
| 1982 | Al Oliver           | Joe Morgan #      | Mike Schmidt * # | Dave Concepción  | Dale Murphy       | Pedro Guerrero      | Leon Durham       | Gary Carter #   | Don Robinson        |
| 1983 | George Hendrick     | Johnny Ray        | Mike Schmidt * # | Dickie Thon      | Dale Murphy       | Andre Dawson        | José Cruz         | Terry Kennedy   | Fernando Valenzuela |
| 1984 | Keith Hernandez     | Ryne Sandberg * # | Mike Schmidt * # | Garry Templeton  | Dale Murphy       | Tony Gwynn #        | José Cruz         | Gary Carter #   | Rick Rhoden         |
| 1985 | Jack Clark          | Ryne Sandberg * # | Tim Wallach      | Hubie Brooks     | Dale Murphy       | Willie McGee        | Dave Parker       | Gary Carter #   | Rick Rhoden         |
| 1986 | Glenn Davis         | Steve Sax         | Mike Schmidt * # | Hubie Brooks     | Tim Raines        | Tony Gwynn #        | Dave Parker       | Gary Carter #   | Rick Rhoden         |
| 1987 | Jack Clark          | Juan Samuel       | Tim Wallach      | Ozzie Smith #    | Andre Dawson      | Tony Gwynn #        | Eric Davis        | Benito Santiago | Bob Forsch          |
| 1988 | Andrés Galarraga    | Ryne Sandberg * # | Bobby Bonilla    | Barry Larkin * # | Darryl Strawberry | Kirk Gibson         | Andy Van Slyke    | Benito Santiago | Tim Leary           |
| 1989 | Will Clark          | Ryne Sandberg * # | Howard Johnson   | Barry Larkin * # | Kevin Mitchell    | Tony Gwynn #        | Eric Davis        | Craig Biggio #  | Don Robinson        |
| 1990 | Eddie Murray #      | Ryne Sandberg * # | Matt Williams    | Barry Larkin * # | Barry Bonds *     | Bobby Bonilla       | Darryl Strawberry | Benito Santiago | Don Robinson        |
| 1991 | Will Clark          | Ryne Sandberg * # | Howard Johnson   | Barry Larkin * # | Barry Bonds *     | Bobby Bonilla       | Ron Gant          | Benito Santiago | Tom Glavine #       |
| 1992 | Fred McGriff        | Ryne Sandberg * # | Gary Sheffield   | Barry Larkin * # | Barry Bonds *     | Larry Walker        | Andy Van Slyke    | Darren Daulton  | Dwight Gooden       |
| 1993 | Fred McGriff        | Robby Thompson    | Matt Williams    | Jay Bell         | Barry Bonds *     | Lenny Dykstra       | David Justice     | Mike Piazza * # | Orel Hershiser      |
| 1994 | Jeff Bagwell        | Craig Biggio #    | Matt Williams    | Wil Cordero      | Barry Bonds *     | Tony Gwynn #        | Moisés Alou       | Mike Piazza * # | Mark Portugal       |
| 1995 | Eric Karros         | Craig Biggio #    | Vinny Castilla   | Barry Larkin * # | Sammy Sosa        | Tony Gwynn #        | Dante Bichette    | Mike Piazza * # | Tom Glavine #       |
| 1996 | Andrés Galarraga    | Eric Young        | Ken Caminiti     | Barry Larkin * # | Barry Bonds *     | Gary Sheffield      | Ellis Burks       | Mike Piazza * # | Tom Glavine #       |
| 1997 | Jeff Bagwell        | Craig Biggio #    | Vinny Castilla   | Jeff Blauser     | Barry Bonds *     | Tony Gwynn #        | Larry Walker      | Mike Piazza * # | John Smoltz #       |
| 1998 | Mark McGwire        | Craig Biggio #    | Vinny Castilla   | Barry Larkin * # | Sammy Sosa        | Greg Vaughn         | Moisés Alou       | Mike Piazza * # | Tom Glavine #       |
| 1999 | Jeff Bagwell #      | Edgardo Alfonzo   | Chipper Jones #  | Barry Larkin * # | Sammy Sosa        | Vladimir Guerrero # | Larry Walker      | Mike Piazza * # | Mike Hampton *      |
| 2000 | Todd Helton **      | Jeff Kent         | Chipper Jones #  | Edgar Rentería   | Barry Bonds *     | Vladimir Guerrero # | Sammy Sosa        | Mike Piazza * # | Mike Hampton *      |
| 2001 | Todd Helton **      | Jeff Kent         | Albert Pujols    | Rich Aurilia     | Barry Bonds *     | Luis Gonzalez       | Sammy Sosa        | Mike Piazza * # | Mike Hampton *      |
| 2002 | Todd Helton **      | Jeff Kent         | Scott Rolen      | Edgar Rentería   | Barry Bonds *     | Vladimir Guerrero # | Sammy Sosa        | Mike Piazza * # | Mike Hampton *      |
| 2003 | Todd Helton **      | José Vidro        | Mike Lowell      | Edgar Rentería   | Barry Bonds *     | Gary Sheffield      | Albert Pujols     | Javy López      | Mike Hampton *      |
| 2004 | Albert Pujols **    | Mark Loretta      | Adrián Beltré    | Jack Wilson      | Barry Bonds *     | Jim Edmonds         | Bobby Abreu       | Johnny Estrada  | Liván Hernández     |
| 2005 | Derrek Lee          | Jeff Kent         | Morgan Ensberg   | Felipe López     | Andruw Jones      | Miguel Cabrera      | Carlos Lee        | Michael Barrett | Jason Marquis       |
| 2006 | Ryan Howard         | Chase Utley       | Miguel Cabrera   | José Reyes       | Carlos Beltrán    | Matt Holliday       | Alfonso Soriano   | Brian McCann    | Carlos Zambrano     |
| 2007 | Prince Fielder      | Chase Utley       | David Wright     | Jimmy Rollins    | Carlos Beltrán    | Matt Holliday       | Carlos Lee        | Russell Martin  | Micah Owings        |
| 2008 | Albert Pujols **    | Chase Utley       | David Wright     | Hanley Ramírez   | Ryan Ludwick      | Matt Holliday       | Ryan Braun        | Brian McCann    | Carlos Zambrano     |
| 2009 | Albert Pujols **    | Chase Utley       | Ryan Zimmerman   | Hanley Ramírez   | Matt Kemp         | Andre Ethier        | Ryan Braun        | Brian McCann    | Carlos Zambrano     |
| 2010 | Albert Pujols **    | Dan Uggla         | Ryan Zimmerman   | Troy Tulowitzki  | Carlos González   | Matt Holliday       | Ryan Braun        | Brian McCann    | Yovani Gallardo     |
| 2011 | Prince Fielder      | Brandon Phillips  | Aramis Ramírez   | Troy Tulowitzki  | Matt Kemp         | Justin Upton        | Ryan Braun        | Brian McCann    | Daniel Hudson       |
| 2012 | Adam LaRoche        | Aaron Hill        | Chase Headley    | Ian Desmond      | Andrew McCutchen  | Jay Bruce           | Ryan Braun        | Buster Posey    | Stephen Strasburg   |
| 2013 | Paul Goldschmidt ** | Matt Carpenter    | Pedro Álvarez    | Ian Desmond      | Andrew McCutchen  | Jay Bruce           | Michael Cuddyer   | Yadier Molina   | Zack Greinke        |
| 2014 | Adrian Gonzalez     | Neil Walker       | Anthony Rendon   | Ian Desmond      | Andrew McCutchen  | Giancarlo Stanton   | Justin Upton      | Buster Posey    | Madison Bumgarner   |
| 2015 | Paul Goldschmidt ** | Dee Gordon        | Nolan Arenado    | Brandon Crawford | Andrew McCutchen  | Bryce Harper        | Carlos González   | Buster Posey    | Madison Bumgarner   |
| 2016 | Anthony Rizzo       | Daniel Murphy     | Nolan Arenado    | Corey Seager     | Charlie Blackmon  | Yoenis Céspedes     | Christian Yelich  | Wilson Ramos    | Jake Arrieta        |
| 2017 | Paul Goldschmidt ** | Daniel Murphy     | Nolan Arenado    | Corey Seager     | Charlie Blackmon  | Marcell Ozuna       | Giancarlo Stanton | Buster Posey    | Adam Wainwright     |
| 2018 | Paul Goldschmidt ** | Javier Báez       | Nolan Arenado    | Trevor Story     | Nick Markakis     | David Peralta       | Christian Yelich  | J.T. Realmuto   | Germán Márquez      |
| 2019 | Freddie Freeman     | Ozzie Albies      | Anthony Rendon   | Trevor Story     | Ronald Acuña Jr.  | Cody Bellinger      | Christian Yelich  | J.T. Realmuto   | Zack Greinke        |

### Legenda
| 1B       | pierwszobazowy                                                                                       |
| 2B       | drugobazowy                                                                                          |
| 3B       | trzeciobazowy                                                                                        |
| SS       | łącznik                                                                                              |
| OF       | zapolowy                                                                                             |
| C        | łapacz                                                                                               |
| P        | miotacz                                                                                              |
| DH       | designated hitter                                                                                    |
| * lub ** | zawodnik z największą liczbą Silver Slugger Award na swojej pozycji (** oznacza 1. miejsce ex aequo) |
| #        | Członek Galerii Sław Baseballu                                                                       |